# Mládí (film)
Mládí (v anglickém originále Youth, italsky La giovinezza) je filmové komediální drama z roku 2015, natočené italským režisérem Paolem Sorrentinem. Snímek představuje jeho druhý anglickojazyčný projekt. 
V hlavních rolích nejlepších celoživotních přátel se představili Michael Caine a Harvey Keitel, kteří tráví ozdravný rekreační pobyt ve Švýcarských Alpách. Příběh pojednává o věčném sváru mezi mládím a stářím, minulostí a budoucností, životem a smrtí, věrností a proradností. Ve vedlejších postavách se objevili Rachel Weisz, Paul Dano a Jane Fondová. 
Světová premiéra proběhla na Filmovém festivalu v Cannes během druhé poloviny května 2015, kde film soutěžil o hlavní ocenění Zlatou palmu a získal kladné kritiky. Na 28. ročníku Evropských filmových cen vyhrál v kategoriích nejlepší film, nejlepší režisér a Caine obdržel ocenění pro nejlepšího herce. Do 88. ročníku udílení Oscarů vstupoval s jednou nominací v kategorii nejlepší píseň za původní skladbu „Simple Song č. 3“ od Davida Langa. Také na 73. ročníku udílení Zlatých glóbů byl nominován hudební skladatel Lang společně s Jane Fondovou, jež se ucházela o vítězství v kategorii nejlepší herečka ve vedlejší roli. 

## Děj
Sedmdesátníci a nejlepší celoživotní kamarádi Fred Ballinger a Mick Boyle tráví čas ve Švýcarských Alpách na každoročním ozdravném pobytu v luxusním zařízení u Wiesenu. Fred je bývalý anglický skladatel vážné hudby, kterého přijíždí přemlouvat emisar královny Alžběty II., aby dirigoval své nejpopulárnější dílo „Simple Songs“ na narozeninovém koncertu jejího manžela prince Philipa. Ten však rezolutně odmítá. Mick je filmař, jenž se spolupracovníky dokončuje scénář k připravovanému snímku Testament (Závěť). 

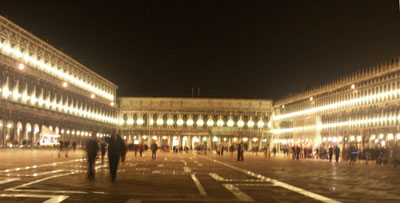
V úvodu filmu se na vodní lávce večerně osvíceného náměstí svatého Marka míjí dirigent Fred s Miss Universe

Rekreantem je také herec Jimmy Tree připravující se na novou roli a zažívající frustraci nad tím, že si jej všichni pamatují jen v souvislosti s postavou robota. Mezi osazenstvo honosného hotelu se řadí několik výstředních individualit včetně mladé masérky, obtloustlého Diega Maradony se zádovým tetováním Karla Marxe, nemluvné manželské dvojice a symbolu mládí – vnadné vítězky Miss Universe.
Fred a Mick rekapitulují vlastní životy s vědomím slábnoucích vzpomínek a bez další vize budoucnosti. Fredova dcera a jeho asistentka Lena je vdaná za Mickova syna, jenž ji však před plánovým odletem na dovolenou opouští kvůli popové hvězdičce Palomě Faith. Lena se vrací do hotelu a frustraci ventiluje kritikou otce za jeho odcizení během dětství. Také emisar se znovu objevuje, aby splnil královnino přání. Fredovo sdělení, že dirigovat nemůže, protože sopránový part v „Simple Songs“  patřil pouze jeho ženě a žádné jiné, rozpláče za ním sedící Lenu. Ta ztrátu manžela tiší sexuální zkušeností s horolezcem Lucou Moroderem. 

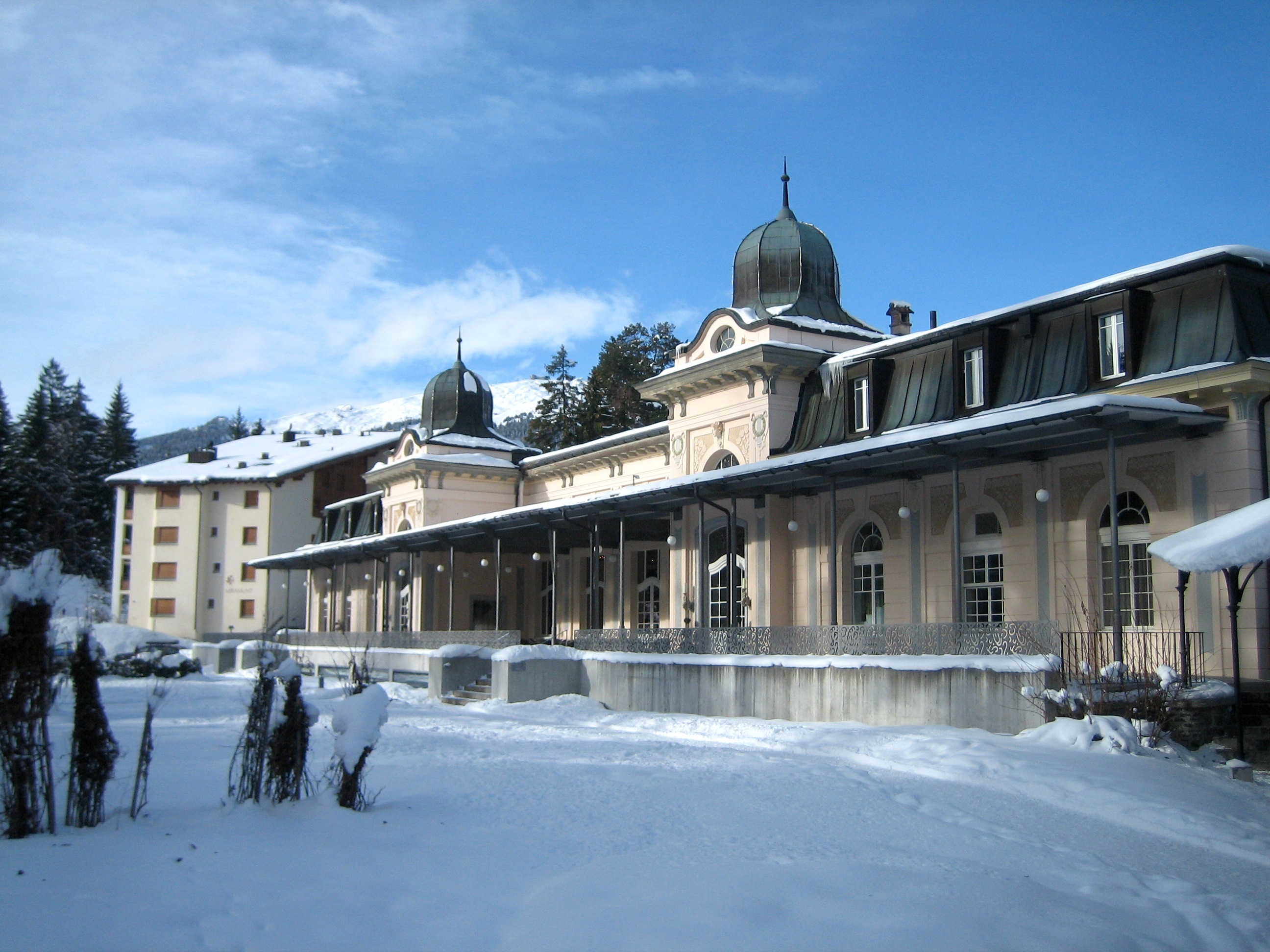
Luxusní pětihvězdičkový Hotel Waldhaus s lázněmi v graubündenském Flimsu se stal místem natáčení příběhu

Spokojenému Mickovi se daří dokončit scénář. Hlavní úloha byla napsána na tělo hvězdě za zenitem Brendě Morelové, jež se objevila v jedenácti jeho filmech. Z koupání v bazénku s nahou Miss Universe vytrhne kmety zpráva o její přítomnosti v hale. Brenda filmaře zdrtí odmítnutím role, když upřednostnila finančně lepší nabídku v seriálu; film je podle ní minulost a poslední Mickovy snímky byly velmi slabé. Režisér ví, že bez klíčové postavy projekt nenatočí a před zraky svého přítele nakonec skáče z pokojového balkonu. 
Fred se po dlouhé době rozhoduje navštívit senilní manželku Melanii, která žije v pečovatelském domě v Benátkách. Ta ho však již nepoznává a proto se vrací do Londýna, kde před královským párem diriguje své skladby za doprovodu korejské sopranistky Sumi Jo. 
Do filmu jsou zasazeny surrealistické sekvence levitujícího buddhistického mnicha, chůze Freda a missky po lávce na vodní hladině večerního náměstí svatého Marka, bláznivě „hříšný“ videoklip Palomy Faith, Jimmyho stylizace do postavy Adolfa Hitlera, Fredovo dirigování symfonie kravských zvonců na švýcarské pastvině, či Mickovo vidění jeho padesáti představitelek hlavních rolí na travnatém svahu, včetně nové seriálové postavy Brendy.

## Obsazení
| Michael Caine         | Fred Ballinger              |
| Harvey Keitel         | Mick Boyle                  |
| Rachel Weisz          | Lena Ballingerová           |
| Paul Dano             | Jimmy Tree                  |
| Jane Fondová          | Brenda Morelová             |
| Roly Serrano          | Diego Maradona              |
| Alex Macqueen         | královnin emisar            |
| Ian Keir Attard       | pobočník královnina emisara |
| Luna Zimić Mijovićová | mladá masérka               |
| Robert Seethaler      | Luca Moroder                |

| Tom Lipinski            | zamilovaný scenárista    |
| Chloe Pirrieová         | scenáristka              |
| Alex Beckett            | intelektuální scenárista |
| Nate Dern               | vtipkující scenárista    |
| Mark Gessner            | plachý scenárista        |
| Ed Stoppard             | Julian Boyle             |
| Paloma Faith            | hraje samu sebe          |
| Mark Kozelek            | hraje sám sebe           |
| Mădălina Diana Gheneová | vítězka Miss Universe    |
| Sumi Jo                 | hraje samu sebe          |

## Produkce
Film se stal druhým anglickojazyčným snímkem italského režiséra Paola Sorrentina, jímž navázal na Oscarem ověnčené komediální drama Velká nádhera z roku 2013. Natáčení Mládí začalo v květnu 2014 ve švýcarském Flimsu. Výchozí lokací se stal luxusní pětihvězdičkový Hotel Waldhaus s lázněmi, postavený v devatenáctém století, v němž byl během filmování ubytován štáb s herci. Některé scény vznikly v  davoském hotelu Schatzalp, kde se také odehrával román Thomase Manna Kouzelný vrch. Mezi další místa natáčení se zařadily Řím a Benátky. 
Komediální drama nasnímal Sorrentinův dvorní kameraman Luca Bigazzi. Hudbu složil americký skladatel David Lang, včetně skladby „Simple Song č. 3“, kterou v závěru příběhu zazpívala před královským párem korejská sopranistka Sumi Jo. Na pódiu ji doprovodily houslistka Viktoria Mullovová, Koncertní orchestr BBC (BBC Concert Orchestra) a Berlínský rozhlasový sbor (Rundfunkchor Berlin).

## Promítání

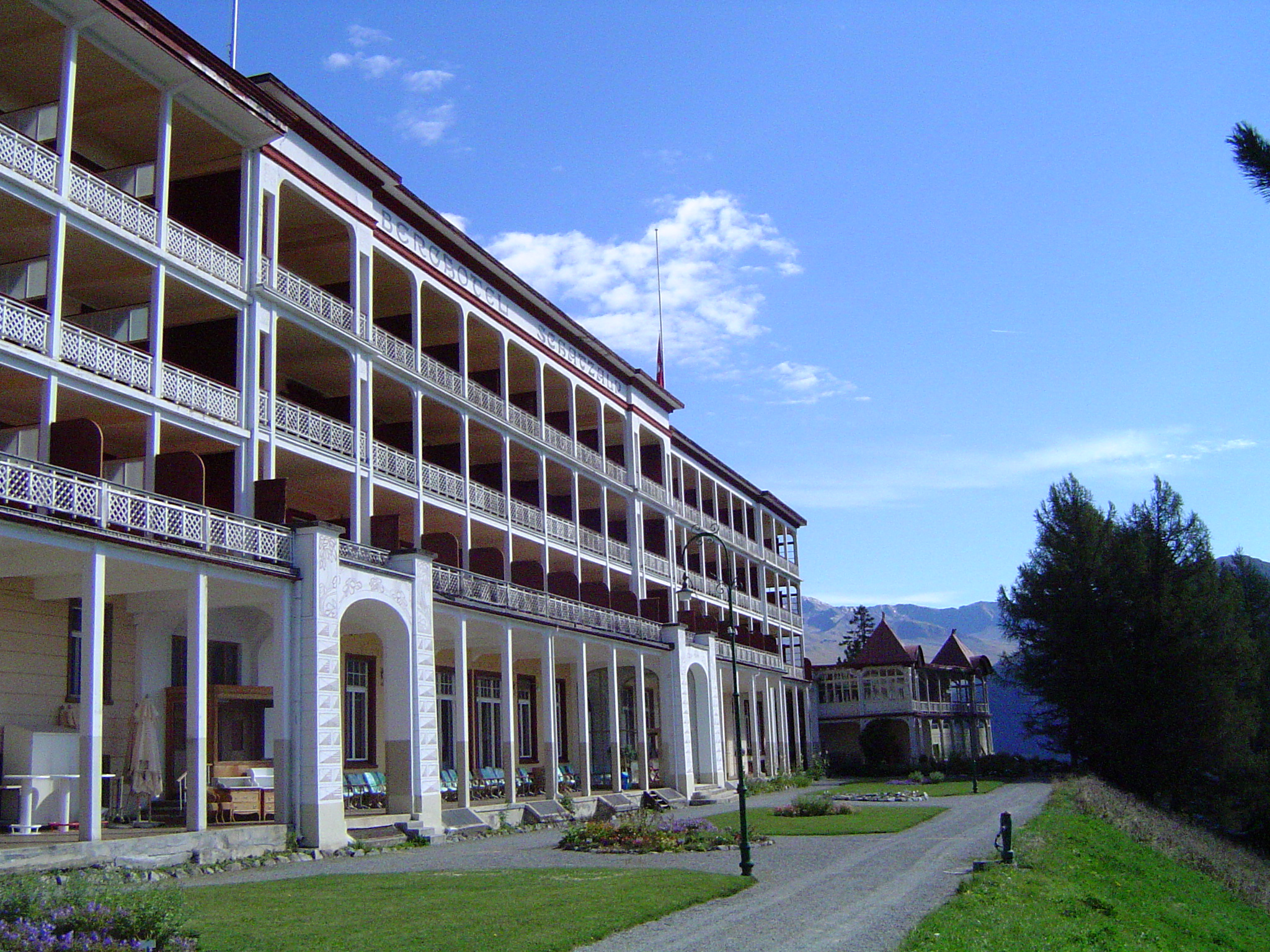
Davoský hotel Schatzalp, kde vznikly některé scény

Světová premiéra se uskutečnila 20. května 2015 na Filmovém festivalu v Cannes, kde film soutěžil o hlavní ocenění Zlatou palmu. O den později byl představen v Itálii. Ve zvláštní promítací sekci byl uveden na Torontském mezinárodním filmovém festivalu.
Krátce po účasti v Cannes získala distribuční práva pro území Spojených států společnost Fox Searchlight. Tamní premiéra proběhla 4. prosince 2015 a promítání bylo omezeno na vybrané kinosály. V České republice drama distribuovala firma Aerofilms, s premiérou 8. října 2015. Předtím již  drama obdrželo Cenu diváků na karlovarském filmovém festivalu. Ve Spojeném království jej pak návštěvníci mohli zhlédnout od 29. ledna 2016, zprostředkovaný společností StudioCanal. Do poloviny dubna 2016 celosvětové tržby dosáhly výše 14 860 768 dolarů.

## Recenze
Kenneth Turan v deníku Los Angeles Times uvedl, že „Mládí je film jdoucí svou vlastní cestou. Donkichotský, výstřední, lehce natočený, jenž představuje filmovou esej tak moc, jako cokoli jiného, meditaci nad zázraky i spletitost života.“

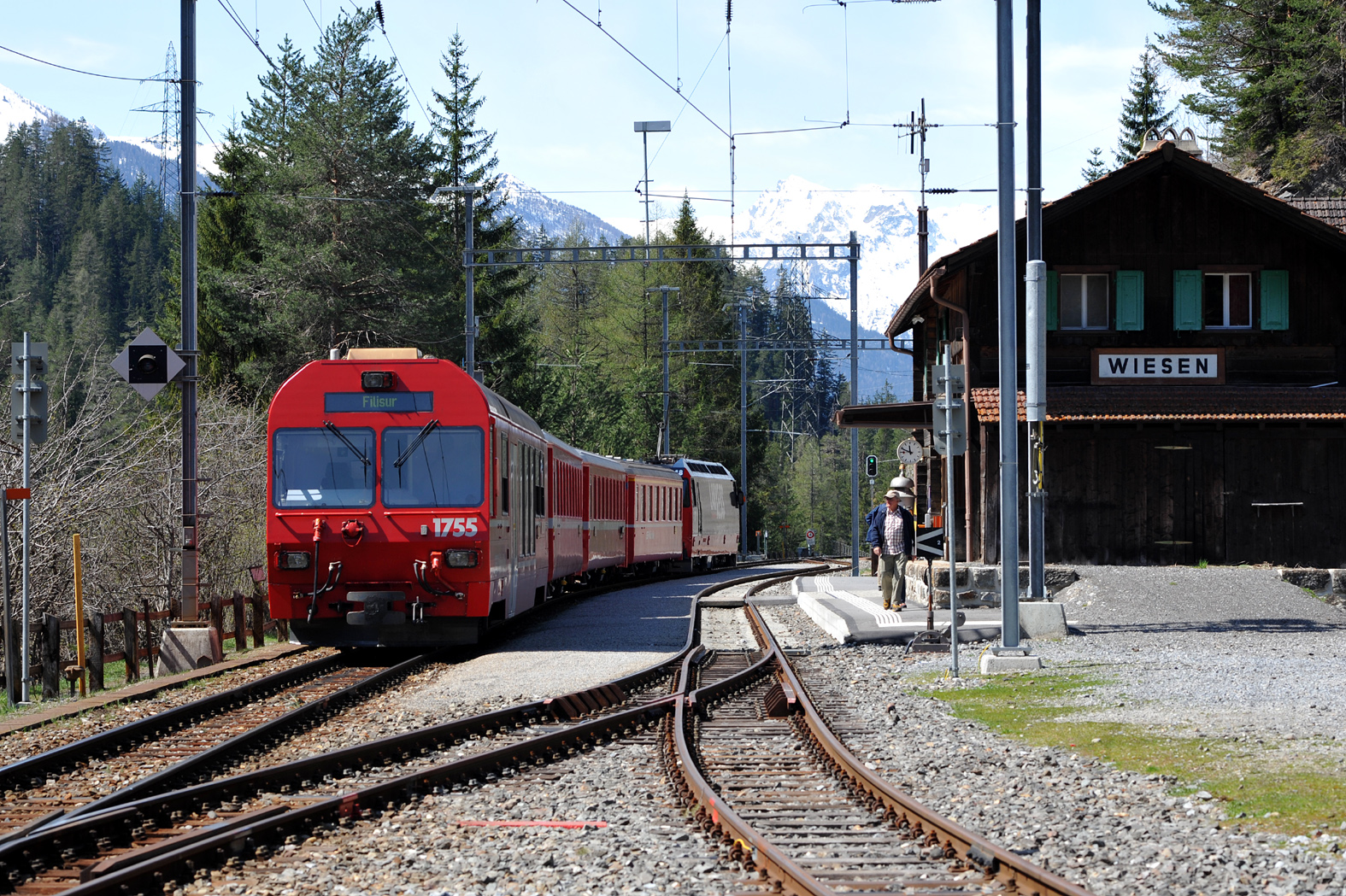
Na zastávce ve Wiesenu vedl Mick Boyle rozhovor s dalšími tvůrci zamýšleného filmu

Todd McCarthy na stránkách The Hollywood Reporter snímek nazval „požitkářskou hostinou, úplným ponorem do smyslových rozkoší,“ a vyzdvihl výkony Caina i Keitela. Jay Weissberg z týdeníku Variety film charakterizoval jako Sorrentinův „nejněžnější snímek dosavadní tvorby, emocionálně bohatý v rozjímání nad dosažením, ztrátou a uvědoměním si životní moudrosti“.  Robbie Collin z britského Telegraphu drama přijal se smíšenými pocity, ambivalentně „oslňující ale studené“, a dodal, že „nikdy zcela neuchopilo stěžejní motiv“.
Mirka Spáčilová na stránkách iDNES.cz shrnula, že film není možné převyprávět, jen ho lze nazvat jedním slovem „překrásný“. Režisér podle jejího vyjádření příběh plynule napojil na předešlý snímek Velká nádhera a pokračoval v rozdávání krásy a hlubokých prožitků. Nenápadným vzkazem bylo pak zjištění, „že vztahy jevící se v očích dětí tak složitě jsou ve skutečnosti prosté, čisté a věčné“. Hodnotila jej 80 %. Kateřina Nechvílová v měsíčníku Literární noviny uvedla, že film měl intimnější a současně ješitnější charakter, než Velká nádhera, a přestože bylo drama „podmanivě krásné, [tak] ale [také] velmi egoistické, domýšlivé, a proto nesympatické“.

## Ocenění
| Seznam ocenění a nominací                       | Seznam ocenění a nominací                 | Seznam ocenění a nominací                            | Seznam ocenění a nominací | Seznam ocenění a nominací |
| Cena                                            | Kategorie                                 | Příjemce                                             | Výsledek                  | Ref                       |
| ----------------------------------------------- | ----------------------------------------- | ---------------------------------------------------- | ------------------------- | ------------------------- |
| 88. ročník Oscarů                               | nejlepší píseň                            | David Lang                                           | nominace                  | [ 24 ]                    |
| Alliance of Women Film Journalists Awards 2015  | nejlepší filmová hudba či píseň           | David Lang                                           | nominace                  |                           |
| Filmový festival v Cannes 2015                  | Zlatá palma                               | Paolo Sorrentino                                     | nominace                  | [ 25 ]                    |
| Ceny Spolku kostýmních návrhářů 2015            | excelence v soudobém filmu                | Carlo Poggioli                                       | nominace                  |                           |
| 41. ročník Césarů                               | nejlepší zahraniční film                  | Paolo Sorrentino                                     | nominace                  | [ 26 ]                    |
| 21. ročník Critics' Choice Awards               | nejlepší píseň                            | David Lang                                           | nominace                  | [ 27 ]                    |
| Ceny Spolku detroitských filmových kritiků 2015 | nejlepší film                             | Paolo Sorrentino                                     | nominace                  | [ 28 ]                    |
| Ceny Spolku detroitských filmových kritiků 2015 | nejlepší režisér                          | Paolo Sorrentino                                     | nominace                  | [ 28 ]                    |
| Ceny Spolku detroitských filmových kritiků 2015 | nejlepší herec                            | Michael Caine                                        | vítězství                 | [ 28 ]                    |
| 28. ročník Evropských filmových cen             | nejlepší film                             | Paolo Sorrentino                                     | vítězství                 | [ 29 ]                    |
| 28. ročník Evropských filmových cen             | nejlepší režisér                          | Paolo Sorrentino                                     | vítězství                 | [ 29 ]                    |
| 28. ročník Evropských filmových cen             | nejlepší scenárista                       | Paolo Sorrentino                                     | nominace                  | [ 29 ]                    |
| 28. ročník Evropských filmových cen             | nejlepší herec                            | Michael Caine                                        | vítězství                 | [ 29 ]                    |
| 28. ročník Evropských filmových cen             | nejlepší herečka                          | Rachel Weisz                                         | nominace                  | [ 29 ]                    |
| Ceny Spolku floridských filmových kritiků 2015  | nejlepší kameraman                        | Luca Bigazzi                                         | nominace                  |                           |
| 73. ročník Zlatých glóbů                        | nejlepší píseň                            | David Lang                                           | nominace                  | [ 30 ]                    |
| 73. ročník Zlatých glóbů                        | nejlepší filmová herečka ve vedlejší roli | Jane Fondová                                         | nominace                  | [ 30 ]                    |
| Havajský mezinárodní filmový festival 2015      | EuroCinema Hawai'i Award                  | Paolo Sorrentino                                     | nominace                  |                           |
| Hollywoodské filmové ceny 2015                  | nejlepší herečka ve vedlejší roli         | Jane Fondová                                         | vítězství                 | [ 31 ]                    |
| Ceny Spolku houstonských filmových kritiků 2015 | nejlepší píseň                            | David Lang                                           | nominace                  |                           |
| MFF Karlovy Vary 2015                           | Cena diváků                               | Paolo Sorrentino                                     | vítězství                 | [ 32 ]                    |
| Ceny Spolku londýnských filmových kritiků 2015  | nejlepší britský či irský herec           | Michael Caine                                        | nominace                  | [ 33 ]                    |
| Ceny Spolku maskérů a vlasových stylistů 2015   | nejlepší soudobý filmový make-up          | Maurizio Silvi Matteo Silvi                          | nominace                  |                           |
| Nastro d'Argento 2015                           | nejlepší režisér                          | Paolo Sorrentino                                     | vítězství                 |                           |
| Nastro d'Argento 2015                           | nejlepší producent                        | Nicola Giuliano Francesca Cimaová Carlotta Caloriová | nominace                  |                           |
| Nastro d'Argento 2015                           | nejlepší scénář                           | Paolo Sorrentino                                     | nominace                  |                           |
| Nastro d'Argento 2015                           | nejlepší kamera                           | Luca Bigazzi                                         | vítězství                 |                           |
| Nastro d'Argento 2015                           | nejlepší střih                            | Cristiano Travaglioli                                | vítězství                 |                           |
| Nastro d'Argento 2015                           | nejlepší produkce                         | Ludovica Ferrario                                    | nominace                  |                           |
| Nastro d'Argento 2015                           | nejlepší kostýmy                          | Carlo Poggioli                                       | nominace                  |                           |
| Nastro d'Argento 2015                           | nejlepší režie castingu                   | Anna Maria Sambucco                                  | nominace                  |                           |
| Oostendský filmový festival 2015                | Cena diváků                               | Paolo Sorrentino                                     | nominace                  | [ 34 ]                    |
| 20. ročník Satellite Award                      | nejlepší herečka ve vedlejší roli         | Jane Fondová                                         | nominace                  | [ 35 ]                    |